# Mendocino County
Mendocino County je okres ve státě Kalifornie v USA. K roku 2010 zde žilo 87 841 obyvatel. Správním městem okresu je Ukiah. Celková rozloha okresu činí 10 044,3 km². Na západním pobřeží okresu je Tichý oceán.

## Sousední okresy
| Růžice kompasu |                  | Humboldt County a Trinity County | Tehama County              | Růžice kompasu |
| Růžice kompasu |                  | Sever                            | Glenn County a Lake County | Růžice kompasu |
| Růžice kompasu | Mendocino County |                                  | Glenn County a Lake County | Růžice kompasu |
| Růžice kompasu | Jih              |                                  | Glenn County a Lake County | Růžice kompasu |
| Růžice kompasu | Sonoma County    |                                  |                            | Růžice kompasu |